# フッ化ウラン(III)
フッ化ウラン(III)または三フッ化ウランは化学式 UF3 で表されるウランとフッ素の化合物である。

## 生成
フッ化ウラン(IV)をアルミニウムとともに900 ℃に熱することで生じる。
{\displaystyle {\ce {3UF4\ + Al -> 3UF3\ + AlF3}}}
また、化学当量のウランと反応させることでも生じる。
{\displaystyle {\ce {3UF4\ + U -> 4UF3}}}

## 性質
フッ化ウラン(III)は融点1,494℃の紫色固体である。1,200℃以上で不均化してフッ化ウラン(IV)とウランに分解する。
結晶は三方晶系で、格子定数は a = 717.9 pm、c = 734.5 pm である。構造はフッ化ランタンと同様で、1個のウランイオンを9個のフッ化物イオンが取り囲み、やや歪んだ三冠三角錐構造をなしている。